# Guglielmo da Volpiano
Guglielmo da Volpiano (Isola di San Giulio, 962 – Fécamp, 1º gennaio 1031) è stato un monaco benedettino, abate di San Benigno a Digione.
È venerato come santo dalla chiesa cattolica che ne celebra la memoria il 1º gennaio.

## Biografia
Era figlio del nobile svevo Roberto da Volpiano, vassallo di Berengario II, e di Perinzia, forse sorella di Arduino d'Ivrea.
Sarebbe nato, secondo il suo biografo Rodolfo il Glabro, sull'isola di San Giulio durante l'assedio portato dall'imperatore Ottone I di Sassonia alla regina Willa, moglie di Berengario II d'Ivrea. L'assenza presso il capitolo di San Giulio di qualsiasi celebrazione liturgica tramandata a suo nome ha portato alcuni studiosi a dubitare di tale evento. Ad ogni modo la sua nascita avrebbe indotto gli assediati a trattare la resa e Ottone a essere clemente, al punto che lo stesso Ottone accettò di tenere a battesimo Guglielmo come suo padrino, imponendo al neonato tale nome in onore del primogenito illegittimo Guglielmo, vescovo di Magonza.
Monaco benedettino, allievo di Majolo, aderì alla riforma che ha il suo centro nell'abbazia di Cluny. Amante dell'architettura, lavorò tra la Francia e l'Italia fondando una quarantina di monasteri e chiese tra le quali su terreni di famiglia l'abbazia di Fruttuaria. Con l'attività di promozione dell'edilizia religiosa, contribuì anche al diffondersi in Francia della cultura architettonica romanica e, in particolare, della tecnica della copertura a volta.

## Attività
Esemplare e importante per l'epoca fu la ricostruzione (989-1002) della chiesa di Saint-Bénigne a Digione, iniziata nel periodo in cui Guglielmo era da poco il nuovo abate del relativo monastero. Egli fu anche il responsabile della costruzione dell'abbazia di Mont-Saint-Michel, della quale disegnò personalmente la chiesa in stile romanico.
In Italia la sua opera più importante è la fondazione nell'anno 1003 dell'abbazia di Fruttuaria nel comune di San Benigno Canavese, che verrà consacrata nell'anno 1006 e della quale esistono resti sotterranei visitabili.

## Culto
La Chiesa cattolica lo considera santo e lo ricorda il giorno 1º gennaio.
Dal Martirologio Romano: "Nel monastero di Fécamp in Normandia, transito di san Guglielmo, abate di San Benigno di Digione, che negli ultimi anni della sua vita governò con fermezza e prudenza i suoi moltissimi monaci distribuiti in quaranta monasteri".